# Guatteria saffordiana
Guatteria saffordiana là loài thực vật có hoa thuộc họ Na. Loài này được Pittier mô tả khoa học đầu tiên năm 1927.